# Melanostigma gelatinosum
Melanostigma gelatinosum es una especie de pez de la familia de los Zoarcidae en el orden de los perciformes.

## Morfología
- Los machos pueden llegar a alcanzar los 29 cm de longitud total.
- Número de vértebras: 83.[1]

## Hábitat
Es un pez de mar y de aguas profundas que vive entre 44-2.561 m de profundidad.

## Distribución geográfica
Se encuentran en todos los océanos.

## Observaciones
Es inofensivo para los humanos.